# 20 iunie
ianuarie • februarie • martie  • aprilie  • mai  • iunie  • iulie  • august  • septembrie  • octombrie  • noiembrie  • decembrie
20 iunie este a 171-a zi a calendarului gregorian și a 172-a zi în anii bisecți. Mai sunt 194 de zile până la sfârșitul anului.

## Evenimente
- 0451: A avut loc Bătălia de pe Câmpiile Catalaunice, ultima mare bătălie a antichității, în care o coaliție romano-vizigotă a oprit expansiunea hunilor în Europa Vestică.
- 1837: Victoria devine regină a Marii Britanii.
- 1928: Are loc, la București, primul concurs național de decatlon.
- 1936: A avut loc Conferința Internațională de la Montreux (Elveția) ce a avut ca scop stabilirea unui nou regim al strâmtorilor Bosfor și Dardanele; Convenția încheiată confirma principiul libertății de trecere și de navigație prin strâmtori pentru navele comerciale ale tuturor statelor pe timp de pace, precum și în timp de război dacă Turcia nu era parte beligerantă; delegația română a fost alcătuită din Nicolae Titulescu, ministrul Afacerilor Străine, Constantin Contescu și Vespasian V. Pella, miniștri plenipotențiari.
- 1938: În perioada 20 iunie - 25 iulie 1938 s-a desfășurat procesul de acoperire cu alamă a modulelor din fontă ale „Coloanei fără sfârșit", operă a sculptorului Constantin Brâncuși, a cărei construcție a început la 15 august 1937.
- 1940: A fost inaugurat, la București, Institutul de Antropologie, întemeiat prin strădaniile doctorului Francisc Iosif Rainer (astăzi Institutul de Antropologie „Francisc Rainer" al Academiei Române).
- 1954: S-a inaugurat podul cu tablier metalic peste Dunăre la Giurgiu, numit Podul Prieteniei, pe atunci cel mai mare pod combinat (de cale ferată și rutier) din Europa, construit în doi ani și jumătate, în colaborare cu alte țări vecine.
- 1955: Are loc cea mai îndelungată eclipsă totală de soare a secolului: 7 minute și 8 secunde, observată în Filipine.
- 1959: A avut loc premiera bucureșteană a operei „Falstaff", de Giuseppe Verdi, avându-l în rolul titular pe Petre Ștefănescu-Goangă.
- 1963: Reprezentanți ai SUA și URSS au semnat un acord de instalare a „liniei fierbinți" – telefonice – între Washington, D.C. și Moscova. Ea a devenit operațională din luna august a anului 1963.
- 1969: Și-a început mandatul prezidențial Georges Pompidou, succesorul generalului Charles de Gaulle la președinția Franței
- 1991: La Tribunalul Municipiului București a fost înregistrat Partidul România Mare.
- 1992: Sfântul Sinod al Bisericii Ortodoxe Române a hotărât canonizarea ca sfinți a voievodului Constantin Brâncoveanu și a copiilor lui, precum si a „binecredinciosului voievod Ștefan cel Mare și Sfânt", prăznuit la 2 iulie.
- 1996: Orașul Berlin a devenit, oficial, unul din sediile ONU, găzduind două instituții ale organizației : Voluntarii ONU și Secretariatul Convenției-Cadru asupra schimbărilor climatice.
- 2001: Au fost deschise oficial lucrările la autostrada București – Constanța.
- 2012: Adrian Năstase, fost premier din partea PSD, a fost condamnat pentru infracțiuni de corupție la doi ani de închisoare cu executare, în dosarul "Trofeul calității". În timp ce era așteptat de polițiști pentru a fi dus la închisoare, Adrian Năstase a încercat să se sinucidă cu un pistol.
- 2022: David Popovici devenea, la Budapesta, cel mai tânăr campion mondial la 200 m liber, aducând României singurul titlul în bazin olimpic la masculin, seniori. Cu timpul de 1 min 43 sec 21/100, tânărul înotător de doar 17 ani stabilea și un nou record mondial de juniori, aceasta fiind, totodată, a patra cea mai bună performanță din istorie în proba de 200 de m liber a seniorilor.

## Nașteri
- 1634: Carol Emanuel al II-lea, duce de Savoia (d. 1675)
- 1756: Joseph Martin Kraus, compozitor german (d. 1792)
- 1819: Jacques Offenbach, compozitor francez de origine germană considerat întemeietorul operetei clasice franceze (d. 1880)
- 1895: Ana Kansky, chimistă și ingineră chimistă slovenă (d. 1962)
- 1909: Errol Flynn, actor american ( d. 1959)
- 1913: Aurel Baranga, dramaturg și publicist român (d. 1979)
- 1917: Iosif Constantin Drăgan, publicist și eseist român (d. 2008)
- 1917: Igor Śmiałowski, actor polonez (d. 2006)
- 1928: Jean-Marie Le Pen, politician francez (d. 2025)
- 1929: Petre Gheorghiu, actor român (d. 2000)
- 1933: Danny Aiello, actor american (d. 2019)
- 1934: Cornel Țăranu, compozitor, dirijor și profesor universitar român (d. 2023)
- 1934: Iuri Vizbor, celebru cantautor, om de litere și alpinist profesionist, unul dintre creatorii modelului artistic al cantautorilor din Russia și fondatorul genului pieselor-reportaj (d. 1984)
- 1937: Radu Gabrea, regizor și scenarist român, stabilit în Germania (1974)
- 1941: Stephen Frears, regizor britanic
- 1942: Brian Wilson, muzician  („The Beach Boys")
- 1945: Justus Franz, pianist german
- 1946: Birgitte, Ducesă de Gloucester
- 1949: Lionel Richie, cântăreț american
- 1955: Viorica Ionică, handbalistă română (d. 2020)
- 1956: Tim Weiner, reporter și scriitor american
- 1958: Droupadi Murmu, politiciană indiană, președinte al Indiei
- 1966: Marian Lupu, politician din Republica Moldova
- 1967: Nicole Kidman, actriță australiană
- 1978: Frank Lampard, fotbalist englez
- 1987: Asmir Begović, fotbalist bosniac.
- 1989: Ana Filip, jucătoare de baschet franceză, de etnie română

## Decese
- 1818: Hedwig Elizabeth Charlotte de Holstein-Gottorp, soția regelui Carol al XIII-lea al Suediei (n. 1759)
- 1837: Regele William al IV-lea al Marii Britanii (n. 1765)
- 1870: Jules de Goncourt, scriitor francez (n. 1830)
- 1882: François-Auguste Biard, pictor francez (n. 1799)

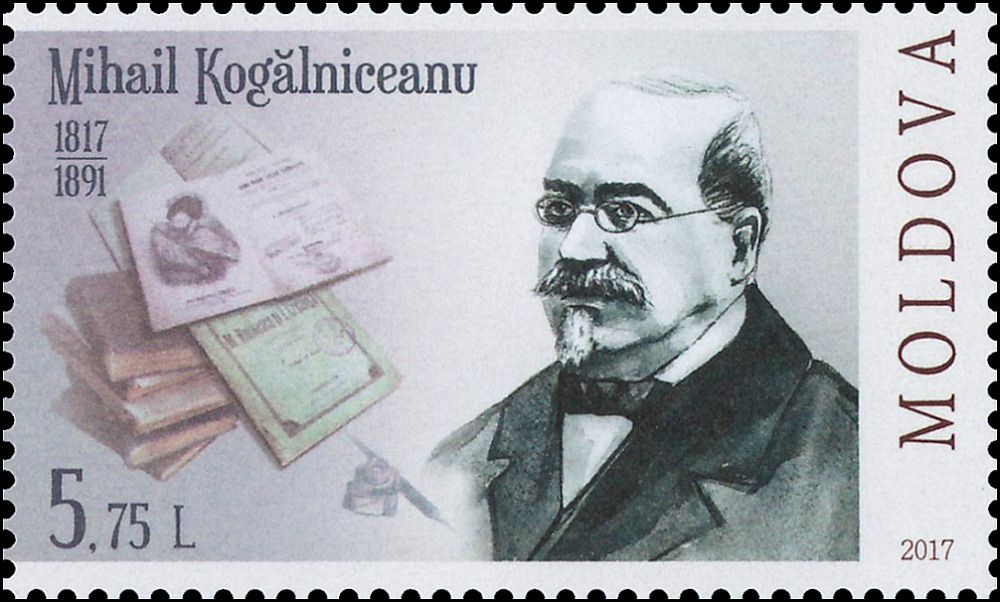

- 1891: Mihail Kogălniceanu, politician, avocat, istoric și publicist român, prim-ministru al României (n. 1817)
- 1923: Prințesa Maria de Battenberg, prințesă de Battenberg și de Erbach-Schönberg (n. 1852)
- 1933: Clara Zetkin, unul dintre întemeietorii Ligii „Spartacus” și ai Partidului Comunist din Germania, inițiatoarea sărbătoririi zilei de 8 martie ca „Ziua Internațională a Femeii” (n. 1857)
- 1947: Bugsy Siegel, gangster american (n. 1906)
- 1962: Victor Papacostea, istoric român (n. 1900)
- 1966: Georges Lemaître, preot catolic și fizician belgian (n. 1894)
- 1969: Emanoil Arghiriade, matematician român (n. 1903)
- 1995: Emil Cioran, eseist și filosof român (n. 1911)
- 1999: Iulian Mihu, regizor și publicist român (n. 1926)
- 2000: Vintilă Cossini, fotbalist român (n. 1913)
- 2005: Jack S. Kilby, fizician american, laureat al Premiului Nobel (n. 1923)
- 2015: Angelo Niculescu, fotbalist, antrenor român (n. 1921)
- 2017: Herbert H. Ágústsson, compozitor islandez și muzician (n. 1926)
- 2024: Donald Sutherland, actor canadian (n. 1935)
- 2024: Ion Vianu, medic psihiatru și scriitor român (n. 1934)

## Sărbători
- Sf. Mucenic Metodie, Episcopul Patarelor (calendar ortodox)
- Sf. Calist, Patriarhul Constantinopolului (calendar ortodox)
- Argentina: Ziua drapelului
- Germania: Ziua comemorării victimelor refugiatului și expulzării (din 2015)
- Ziua mondială a refugiaților (ONU) (din 2001)